# 新家园乡
新家园乡，是中华人民共和国山西省朔州市怀仁市下辖的一个乡镇级行政单位。

## 行政区划
新家园乡下辖以下地区：
小峪口社区、大东窑社区、芦子沟社区、八四街社区、新胜街社区、元丰湾社区、北辛村、南辛村、庄头村、南铺村、北铺村、赵麻寨村、段家堡村、新圳村、王坪村、小峪村、小峪口村、郝家坪村、路庄村、大峪口村、滋润村、尚希庄村、陈家堡村和新家园村。